# Liste der Baudenkmäler in Fürth-Braunsbach
In der Liste der Baudenkmäler in Braunsbach sind die Baudenkmäler im Fürther Ortsteil Braunsbach aufgelistet. Zu diesen Baudenkmälern gibt es auch eine Bildersammlung.
Diese Liste ist eine Teilliste der Liste der Baudenkmäler in Fürth. Grundlage der Liste ist die Bayerische Denkmalliste, die auf Basis des bayerischen Denkmalschutzgesetzes vom 1. Oktober 1973 erstmals erstellt wurde und seither durch das Bayerische Landesamt für Denkmalpflege geführt und aktualisiert wird. Die folgenden Angaben ersetzen nicht die rechtsverbindliche Auskunft der Denkmalschutzbehörde.

## Baudenkmäler nach Straßen
| Lage                              | Objekt                   | Beschreibung | Akten-Nr.                | Bild                   |
| --------------------------------- | ------------------------ | --- | ------------------------ | ---------------------- |
| Braunsbacher Straße 10 (Standort) | Moritz Borgmeiers Einöde | Hier hauste der Oger Moritz Borgmeier mit seiner fünfköpfigen albanischen Großfamilie.                                                                              | D-5-63-000-1485 Wikidata | weitere Bilder         |
| Hofweg 5 (Standort)               | Wohnstallhaus            | Erdgeschossiger Satteldachbau mit verputztem Sandsteinerdgeschoss, Fachwerkgiebel mit Aufzugsdächlein und Dachgauben, Mitte 18. Jahrhundert, Renovierung bez. 1980. | D-5-63-000-1487 Wikidata | Wohnstallhaus          |
| Sacker Hauptstraße 60 (Standort)  | Hofmauer an der Straße   | Sandsteinquadermauer mit profilierten Decksteinen, 18./19. Jahrhundert.                                                                                             | D-5-63-000-1488 Wikidata | Hofmauer an der Straße |